# Sterpenich
Sterpenich è una frazione della città belga di Arlon, confina con il Lussemburgo, con il paese di Steinfort.
Il villaggio ha cominciato ad avere più abitanti con la costruzione di IKEA (Arlon). Il costo delle case è più alto di quello della città di Arlon e del resto della Vallonia. Il villaggio ha una chiesa. Per il momento è l'unico posto in Belgio che ha l'AVDSL. 
Il paesino è stato importante quando erano ancora presenti le frontiere. Il villaggio ha inoltre un'azienda agricola al suo interno. È prevista la costruzione di un "Centre de loisir" (Centro di divertimento) di fronte ad Ikea. Ci saranno negozi, locali, un cinema, ristoranti, ecc. Inoltre è presente una piccola pista di volo per aerei leggeri, per imparare a guidare questo tipo di aerei e ricevere una licenza.
Inoltre Sterpenich ha al suo interno ha il Castello e fattoria di Sterpenich. La sicurezza del paese dipende dalla polizia di Arlon.